# Жил Дельоз
Жил Дельоз (на френски: Gilles Deleuze) е френски философ постмодернист от втората половина на 20 век. От началото на 60-те години на 20 век до своята смърт Дельоз публикува много влиятелни трудове върху философията, литературата, киното, изящното изкуство. Най-популярните му книги са двата тома на Капитализъм и шизофрения: Анти-Едип (1972) и Хиляда плоскости (1980), и двете писани в съавторство с Феликс Гатари.

## Биография
Жил Дельоз е роден на 18 януари 1925 г. в Париж, където живее през целия си живот. Следва в Сорбоната, като негови преподаватели по философия са влиятелните Жорж Кангилем, Жан Иполит, Фердинанд Алкие, Морис дьо Гандийак.
Дельоз преподава в различни лицеи в Амиен, Орлеан и Париж (Лицей „Луи Велики“) до 1957 г., когато печели конкурс за преподавател в Сорбоната. През 1953 г. публикува първата си монография, Емпиризъм и субективност, върху творчеството на Дейвид Хюм. Сключва брак с Денис Пол „Фани“ Гранжуан през 1956 г. През 1960 – 1964 г. работи в Националния център за научни изследвания (CNRS). По това време публикува Ницше и философията (1962) и се сприятелява с Мишел Фуко. От 1964 до 1969 г. е преподавател в Университета в Лион. През 1968 г. публикува двете си дисертации, Различие и повторение и Спиноза и проблемът за изразяването.
От 1969 г. преподава философия в Университета Париж VIII във Венсан, експериментално висше училище, създадено за модел на образователна реформа. Този нов университет привлича редица талантливи учени, включително Мишел Фуко (който именно предлага да поканят и Дельоз), и психоаналитика Феликс Гатари. По общо мнение Дельоз е изключителен преподавател, който умело съчетава строгост и университетска ерудиция с голямо въображение и прост изказ. Неговите лекции имат огромен успех и са посещавани от разнолика и международна публика. Дельоз преподава във Венсан до пенсионирането си през 1987 г.
Дельоз, който страда от болести на дихателната система от ранна възраст, развива туберкулоза през 1968 г. и му бива изрязана част от белите дробове. През останалата част от живота си страда от все по-тежки респираторни проблеми. На 4 ноември 1995 г. се самоубива, скачайки от прозореца на апартамента си.

## Философия
Работите на Дельоз спадат към две групи: от една страна, монографии, интерпретиращи работата на други, били те философи (Спиноза, Лайбниц, Хюм, Кант, Ницше, Бергсон, Фуко) или творци (Пруст, Кафка, Френсис Бейкън), а от друга страна, еклектични философски студии, организирани около определен концепт (например различие, смисъл, събития, шизофрения, кино, философия). В същото време и независимо от темата Дельоз с постоянство развива вариации на едни все пак постоянстващи философски идеи.

### История и философско случване
Философията според Дельоз е изкуството да се образуват, сътворяват и създават понятия, и наистина, френският философ е имал склонност към изковаването на нови понятия. Дельоз уверява, че философията не е насочена само към специалистите. За него може да се каже същото, което например той казва по отношение на Спиноза: всеки може да чете философия, да изпита от това силни чувства или да промени напълно представите си, дори и когато не разбира напълно понятията. Обратно, когато един историк на философията не разбира понятията, той вече няма достатъчно (необходимото) разбиране.

### Клиничност и политика
Първото понятие на Дельоз е това за плана на консистентност, което той заменя по-късно с план на иманентното. Философията на Дельоз е философия на абсолютната иманентност. В нея няма трансцендентност, отрицание, липса. Това е философия на радостта и радикално отхвърляне на властите.

## Рецепция
Идеите на Дельоз не създават школа, като тази на Лакан, но основните му трудове с Гатари (Анти-Едип, Хиляда плоскости и Що е философия?) стават бестселъри във Франция и са често цитирани в англоговорещите академии (през 2007 например той е сред 11-те най-цитирани автори в публикации на английски език в хуманитаристиката, между Фройд и Имануел Кант).